# Rajd Włoch 2012
Rajd Włoch był 12. rundą Rajdowych Mistrzostw Świata 2012. Rajd odbył się w dniach 18–21 października, jego bazą była Olbia. Rajd był także 7. rundą Mistrzostw Świata Samochodów Produkcyjnych (PWRC).
Rajd wygrał Mikko Hirvonen, była to jego 15. wygrana w karierze, 1. w rajdzie Włoch. Drugie miejsce zajął Jewgienij Nowikow, a trzeci był Ott Tänak. Sébastien Loeb wycofał się z rajdu po wypadku pierwszego dnia, wynikającego z błędnego opisu trasy. Loeb zdecydował, że nie wystartuje w systemie Rally2, pomimo że uszkodzenia w jego aucie były niewielkie. Wypadkami zakończyli ten dzień także Jari-Matti Latvala oraz Petter Solberg, powrócili oni jednak do rywalizacji w sobotę.

## Klasyfikacja ostateczna
| Msc.      | Kierowca           | Pilot              | Samochód                   | Czas      | Strata  | Grupa | Punkty |
| --------- | ------------------ | ------------------ | -------------------------- | --------- | ------- | ----- | ------ |
| 1.        | Mikko Hirvonen     | Jarmo Lehtinen     | Citroën DS3 WRC            | 3:23:54.9 | 0.0     | WRC M | 25     |
| 2.        | Jewgienij Nowikow  | Ilka Minor         | Ford Fiesta RS WRC         | 3:25:15.5 | 1:20.6  | WRC M | 18     |
| 3.        | Ott Tänak          | Kuldar Sikk        | Ford Fiesta RS WRC         | 3:26:16.0 | 2:21.1  | WRC M | 15     |
| 4.        | Mads Østberg       | Jonas Andersson    | Ford Fiesta RS WRC         | 3:27:37.8 | 3:42.9  | WRC   | 12     |
| 5.        | Sébastien Ogier    | Julien Ingrassia   | Škoda Fabia S2000          | 3:28:22.4 | 4:27.5  | 2     | 10     |
| 6.        | Chris Atkinson     | Stéphane Prévot    | Mini John Cooper Works WRC | 3:29:17.1 | 5:22.2  | WRC   | 8      |
| 7.        | Andreas Mikkelsen  | Ola Fløene         | Škoda Fabia S2000          | 3:30:07.4 | 6:12.5  | 2     | 6      |
| 8.        | Martin Prokop      | Zdeněk Hrůza       | Ford Fiesta RS WRC         | 3:33:24.2 | 9:29.3  | WRC   | 4      |
| 9.        | Petter Solberg     | Chris Patterson    | Ford Fiesta RS WRC         | 3:33:47.2 | 9:52.3  | WRC M | 5      |
| 10.       | Luca Pedersoli     | Matteo Romano      | Citroen DS3 WRC            | 3:44:30.5 | 20:35.6 | WRC   | 1      |
|           |                    |                    |                            |           |         |       |        |
| 12.       | Jari-Matti Latvala | Mikka Antilla      | Ford Fiesta RS WRC         | 3:48:11.6 | 24:16.7 | WRC M | 2      |
|           |                    |                    |                            |           |         |       |        |
| 18.       | Thierry Neuville   | Nicolas Gilsoul    | Citroen DS3 WRC            | 3:55:31.7 | 31:36.8 | WRC M | 1      |
| PWRC      |                    |                    |                            |           |         |       |        |
| 1. (14.)  | Nicolás Fuchs      | Fernando Mussano   | Subaru Impreza WRX STi     | 3:49:25.7 | 0.0     | 3     | 25     |
| 2. (15.)  | Marcos Ligato      | Ruben Garcia       | Subaru Impreza WRX STi     | 3:49:56.1 | 30.4    | 3     | 18     |
| 3. (16.)  | Wałeryj Horbań     | Andrij Nikołajew   | Mitsubishi Lancer Evo IX   | 3:50:07.8 | 42.1    | 3     | 15     |
| 4. (17.)  | Subhan Aksa        | Nicola Arena       | Mitsubishi Lancer Evo X    | 3:52:26.9 | 3:01.2  | 3     | 12     |
| 5. (20.)  | Ołeksij Kikireszko | Sergei Larens      | Mitsubishi Lancer Evo IX   | 3:56:28.4 | 7:02.7  | 3     | 10     |
| 6. (21.)  | Michał Kościuszko  | Maciej Szczepaniak | Mitsubishi Lancer Evo X    | 3:56:38.9 | 7:13.2  | 3     | 8      |
| 7. (22.)  | Ricardo Triviño    | Àlex Haro          | Subaru Impreza WRX STi     | 3:57:44.0 | 8:18.3  | 3     | 6      |
| 8. (24.)  | Benito Guerra Jr.  | Borja Rozada       | Mitsubishi Lancer Evo X    | 4:00:12.7 | 10:47.0 | 3     | 4      |
| 9. (25.)  | Gianluca Linari    | Andrea Cecchi      | Subaru Impreza WRX STi     | 4:03:35.8 | 14:10.1 | 3     | 2      |
| 10. (30.) | Louise Cook        | Stefan Davis       | Ford Fiesta ST             | 4:42:48.5 | 53:22.8 | 8     | 1      |

1. ↑  Litera M przy oznaczeniu grupy do której należy samochód oznacza, iż tylko ci kierowcy zdobywali punkty dla swoich zespołów liczonych w klasyfikacji producentów na koniec sezonu.

### Odcinki specjalne
| Dzień             | Odcinek | Godz. rozp. | Nazwa                 | Długość  | Zwycięzca          | Czas    | Średnia prędkość | Lider rajdu    |
| ----------------- | ------- | ----------- | --------------------- | -------- | ------------------ | ------- | ---------------- | -------------- |
| 1 18 października | OS1     | 16:13       | Terranova 1           | 28,14 km | Sébastien Loeb     | 19:09.4 | 88,08 km/h       | Sébastien Loeb |
| 1 18 października | OS2     | 18:16       | Terranova 2           | 28,14 km | Mikko Hirvonen     | 18:49.4 | 89,41 km/h       | Sébastien Loeb |
| 2 19 października | OS3     | 8:43        | Monte Lerno 1         | 29,68 km | Mikko Hirvonen     | 18:16.2 | 97,28 km/h       | Mikko Hirvonen |
| 2 19 października | OS4     | 11:34       | Castelsardo 1         | 14,00 km | Mikko Hirvonen     | 10:45.9 | 78,01 km/h       | Mikko Hirvonen |
| 2 19 października | OS5     | 12:24       | Tergu-Osilo 1         | 14,88 km | Sébastien Ogier    | 10:16.1 | 86,56 km/h       | Mikko Hirvonen |
| 2 19 października | OS6     | 14:46       | Castelsardo 2         | 14,00 km | Jewgienij Nowikow  | 10:27.6 | 80,18 km/h       | Mikko Hirvonen |
| 2 19 października | OS7     | 15:36       | Tergu-Osilo 2         | 14,88 km | Jewgienij Nowikow  | 9:41.8  | 92,04 km/h       | Mikko Hirvonen |
| 2 19 października | OS8     | 17:50       | Monte Lerno 2         | 29,68 km | Mikko Hirvonen     | 18:32.8 | 90,23 km/h       | Mikko Hirvonen |
| 3 20 października | OS9     | 9:28        | Coiluna-Loelle 1      | 29,35 km | Mads Østberg       | 17:39.4 | 99,44 km/h       | Mikko Hirvonen |
| 3 20 października | OS10    | 10:35       | Monte di Ala 1        | 14,49 km | Jewgienij Nowikow  | 9:12.9  | 94,20 km/h       | Mikko Hirvonen |
| 3 20 października | OS11    | 11:37       | Monte Olia 1          | 14,12 km | Mads Østberg       | 10:18.2 | 82,13 km/h       | Mikko Hirvonen |
| 3 20 października | OS12    | 14:48       | Coiluna-Loelle 2      | 29,35 km | Mads Østberg       | 17:12.6 | 102,19 km/h      | Mikko Hirvonen |
| 3 20 października | OS13    | 15:55       | Monti di Ala 2        | 14,49 km | Jari-Matti Latvala | 8:57.4  | 97,04 km/h       | Mikko Hirvonen |
| 3 20 października | OS14    | 16:57       | Monte Olia 2          | 14,12 km | Mads Østberg       | 10:02.6 | 84,21 km/h       | Mikko Hirvonen |
| 4 21 października | OS15    | 9:20        | Gallura 1             | 8,24 km  | Mads Østberg       | 6:25.0  | 77,05 km/h       | Mikko Hirvonen |
| 4 21 października | OS16    | 11:00       | Gallura (power stage) | 8,24 km  | Petter Solberg     | 6:13.4  | 79,44 km/h       | Mikko Hirvonen |

### Power Stage
| Miejsce | Kierowca           | Czas     | Różnica | Średnia prędkość | Punkty |
| ------- | ------------------ | -------- | ------- | ---------------- | ------ |
| 1       | Petter Solberg     | 6:13.417 | 0.000   | 79,4 km/h        | 3      |
| 2       | Jari-Matti Latvala | 6:13.637 | 0.220   | 79,4 km/h        | 2      |
| 3       | Thierry Neuville   | 6:18.182 | 4.765   | 78,5 km/h        | 1      |

## Klasyfikacja po 12 rundzie

### Kierowcy
| Lp. | Kierowca           | Pkt |
| --- | ------------------ | --- |
| 1   | Sébastien Loeb     | 244 |
| 2   | Mikko Hirvonen     | 198 |
| 3   | Mads Østberg       | 137 |
| 4   | Jari-Matti Latvala | 133 |
| 5   | Petter Solberg     | 124 |

### Producenci
| Lp. | Producent                     | Pkt |
| --- | ----------------------------- | --- |
| 1   | Citroën Total WRT             | 413 |
| 2   | Ford World Rally Team         | 281 |
| 3   | M-Sport Ford World Rally Team | 170 |
| 4   | Citroën Junior WRT            | 72  |
| 5   | Adapta World Rally Team       | 71  |